# Tsar och timmerman

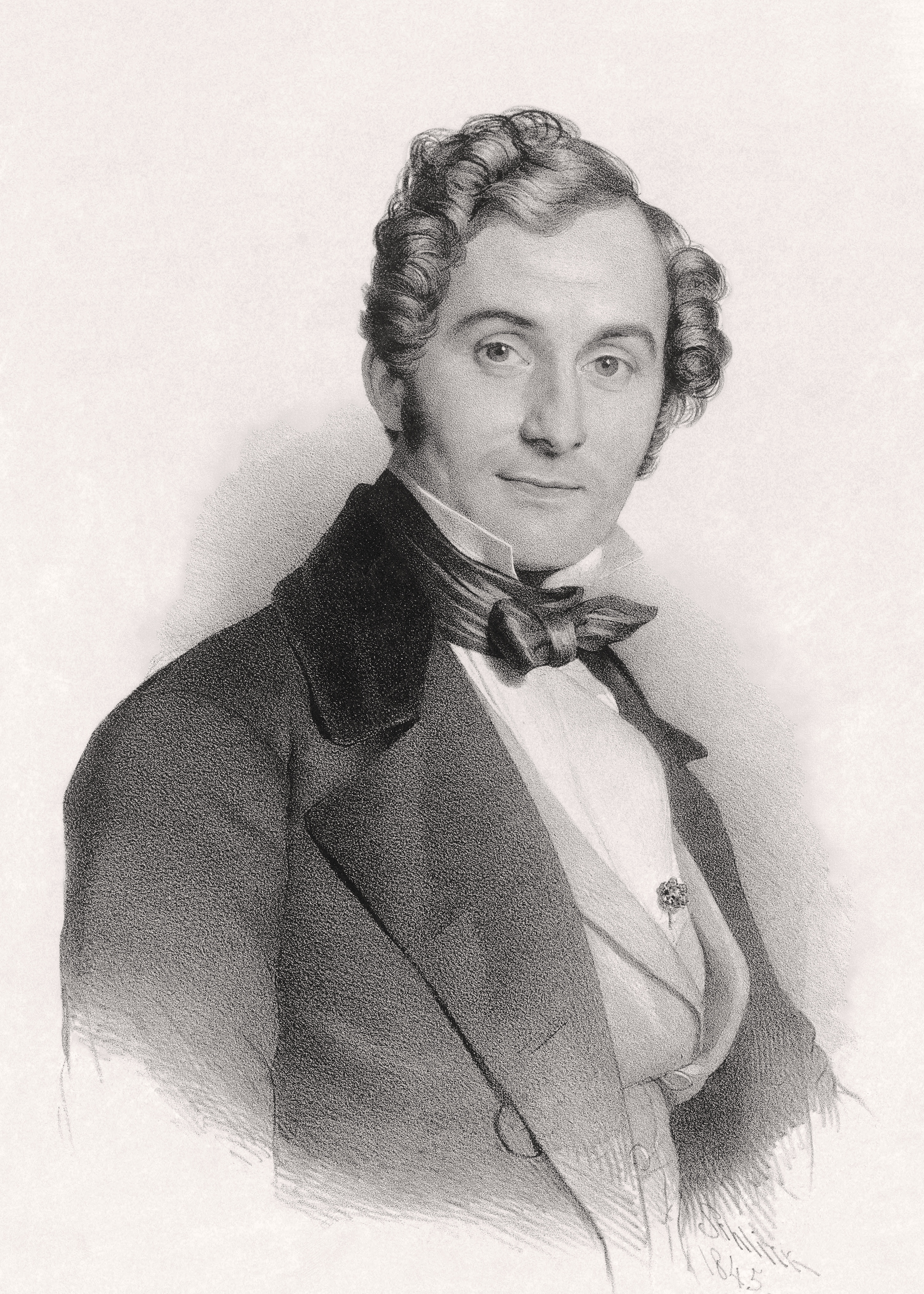
Komponisten Albert Lortzing.

Tsar och timmerman (tyska: Zar (Czaar) und Zimmermann, oder Die zwei Peter) är en komisk opera från 1837 i tre akter med musik av Albert Lortzing. Librettot av tonsättaren, Philipp Düringer och Philipp Reger efter Georg Christian Römers översättning till tyska av pjäsen Le Bourgmestre de Saardam ou Les deux Pierres av Anne-Honoré-Joseph Mélesville, Jean Toussaint Merle och Eugène Centiran de Boirie från 1818. Samma pjäs låg även till grund för Gaetano Donizettis opera Il borgomastro di Saardam (1827).

## Historia
Lortzing var sedan länge väl förtrogen med berättelsen om hur den förklädde tsar Peter den store studerade skeppsbyggnadskonst i Nederländerna. Karl August Lichtenstein, som var engagerad hos Lortzings föräldrar, hade 1814 skrivit operan Frauenwert oder Der Kaiser als Zimmermann. Lortzing och hans far övertog även roller från Joseph Weigls opera Die Jugend Peters des Grossen. Ämnesvalet var övertygande och efter framgången med Die beiden Schützen (1837) skrev Lortzing sitt nya libretto på grundval av den underhållande berättelsen, som han utformade med Opéra comique-genrens alla tekniker: talad dialog för att föra handlingen framåt och musikalisk dominans vid dramatiska höjdpunkter. 
Operan uruppfördes den 22 december 1837 på Altes Theater i Leipzig. Lortzing, som hade god sångröst, sjöng själv rollen som Peter Iwanov (Ivanov) och hans mor sjöng änkans roll. Operans mest berömda nummer blev tsarens sång "Sonst spielt' ich mit Zepter, mit Krone und Stern" (akt III). Sången var ursprungligen komponerad som en ordensvisa, Lortzings bidrag till sitt inträde i Osnabrücklogen "Zum goldenen Rade". Andra sångnummer som slog var Markisens sång, Borgmästaren van Betts aria och Maries brudvisa. Den stora framgången kom dock först med Berlinpremiären (4 april 1839). Den svenska premiären ägde rum på Stockholmsoperan den 6 november 1843.

## Personer
| Roller                                                                              | Röststämma  | Premiärbesättning 22 december 1837 (Dirigent: - ) |
| ----------------------------------------------------------------------------------- | ----------- | ------------------------------------------------- |
| Peter den store, Tsar av Ryssland, förklädd som timmermanslärlingen Peter Michailov | baryton     | Karl Becker                                       |
| Peter Ivanov, en ung rysk timmermanslärling                                         | tenor       | Albert Lortzing                                   |
| Van Bett, borgmästare i Saardam                                                     | bas         | Gotthelf Leberecht Berthold                       |
| Marie, hans dotter                                                                  | sopran      | Caroline Günther-Bachmann                         |
| Marquis de Chateauneuf, Fransk ambassadör                                           | tenor       | Joseph Wilhelm Swoboda                            |
| Änkan Browe                                                                         | mezzosopran | Charlotte Sophie Lortzing                         |
| General Lefort, Ryskt sändebud                                                      | bas         | Pogner                                            |
| Lord Syndham, Engelskt sändebud                                                     | bas         | Heinrich Richter                                  |

## Handling
Operan utspelar sig i Saardam, Noord-Holland, år 1698. Bakgrunden är Peter den stores besök i staden 1697 för att studera varvsindustrin.
Akt I
Peter Michailov (Peter den store) utbildar sig inkognito till timmerman vid änkan Browes skeppsvar i Saardam. Landsmannen Peter Ivanov, som även han är sysselsatt vid varvet, har deserterat från krigstjänsten i Ryssland och fruktar nu att borgmästarens efterforskningar efter den ryske tsaren, som enligt ryktet lär befinna sig på varvet, kommer att avslöja honom som desertör. Han är också förälskad i borgmästarens brorsdotter, men utan att våga hoppas på äktenskap. Den verklige tsaren får av den ryska amiralen Lefort reda på att det pågår ett uppror i hans rike och bestämmer sig för att resa hem. Men han måste fortfarande hålla sin identitet hemlig, eftersom borgmästaren har kallat till sig alla som bär namnet Peter. Han tror sig i Peter Ivanov äntligen ha funnit tsaren. Även det engelska och franska hovet söker efter den ryske regenten.
Akt II
Varvsägarinnan Browes son har gift sig och under bröllopsfesten förhandlar det franska sändebudet med den riktige tsaren medan det engelska sändebudet lord Syndham, som borgmästaren har lett in på fel spår, håller sig till Peter Ivanov. Tsaren får veta att holländarna har spärrat hamnarna för att hindra sina duktigaste arbetare att lämna landet. En allmän passkontroll skall bringa klarhet i frågan. Men Peter Michailov startar ett slagsmål och lyckas undkomma.
Akt III
Borgmästaren studerar en hyllningskantat som han själv har skrivit för att välkomna tsaren. Marie är olycklig, eftersom hon inte kan gifta sig med Peter Ivanov nu när han har visat sig vara tsaren. Till Peter Ivanov, som nu fruktar för sin frihet, överlämnar Peter Michailov ett förseglat brev som skall öppnas om en timme. Peter Ivanov är tvungen att låta sig hyllas med kantaten. Då hörs ett kanonskott. Ett skepp löper ut ur hamnen med Peter Michailov, tsaren, ombord. Ivanov öppnar brevet: tsaren benådar desertören och utnämner honom till kejserlig överuppsyningsman. Marie och Peter Ivanov bli ett par.

## Kända sångnummer
- Akt 1. O sancta Justitita (van Brett).
- Akt 2. Lebe wohl, mein flandrisch' Mädchen, wider Willen muss ich fort (Markisen); Lieblich röten sich die WAnge (Marie).
- Akt 3. Heil sei dem Tag, an welchem du bei uns erschienen (van Brett);Einst spielt ich mit Zepter, mit Krone und Stern (Tsaren)